# Johann Simon Mayr
Johann Simon Mayr, o Mayer/Maier, anche noto con il nome italianizzato di Giovanni Simone Mayr o solo Simone Mayr (Mendorf, 14 giugno 1763 – Bergamo, 2 dicembre 1845), è stato un compositore e insegnante di musica tedesco.
Fu uno dei maggiori operisti in Europa tra l'ultimo decennio del Settecento e il primo dell'Ottocento. Attivo principalmente in Italia, fu lì conosciuto maggiormente con il nome di Giovanni Simone Mayr. Fu maestro di Gaetano Donizetti quando nel 1806 a Bergamo diede vita alle Lezioni caritatevoli di musica.

## Biografia

### Gioventù e formazione
Johann Simon era il secondo dei cinque figli di Josef Mayr, insegnante e organista, e di Maria Anna Prantmayer, figlia di un birraio di Augusta. Iniziò a studiare musica in tenera età con il padre, dimostrando subito una buona predisposizione per questa materia: a sette anni sapeva cantare a prima vista e a nove anni era già un affermato pianista (suonava soprattutto i lavori di Johann Schobert); sempre nello stesso anno iniziò a comporre i suoi primissimi lavori (dei Lieder) e diventò membro del coro della chiesa ove operava il padre. Nel 1774 entrò gratuitamente nel collegio dei Gesuiti di Ingolstadt e nel 1781 nell'università della stessa città, dove studiò teologia e diritto canonico. Contemporaneamente agli studi, per mantenersi, prestò servizio come organista della cattedrale della sua città. Senza aver ricevuto alcun insegnamento teorico, proseguì da autodidatta nell'apprendere la tecnica di vari strumenti musicali e, nel 1786 pubblicò le sue prime composizioni a Ratisbona, una raccolta di 12 Lieder (Lieder bei dem Clavier zu singen).
L'anno seguente al seguito del suo protettore, il barone Tommaso de Bassus, si recò a Poschiavo, in Svizzera, e nel 1789 fu a Bergamo, dove studiò con Carlo Lenzi, all'epoca maestro di cappella della Basilica di Santa Maria Maggiore. Tutto questo però non soddisfece il compositore bavarese, che fu sul punto di lasciare l'Italia e di tornarsene a Ingolstadt. Ma il conte Pesenti lo convinse a rimanere e a recarsi a Venezia per studiare con Ferdinando Bertoni, maestro di cappella della Basilica di San Marco e noto compositore di opere e musica sacra. A Venezia Mayr studiò con Bertoni ed ebbe occasione di venire a contatto con l'ambiente teatrale italiano, nonché con la musica sacra e strumentale in voga. Durante questo periodo scrisse il suo primo oratorio, Jakob a Labano fugiens, la sua prima messa, diversi vespri e cantate.

### Gli anni dei grandi successi
Grande importanza ebbe l'incontro con Niccolò Piccinni e Peter Winter, i quali lo incoraggiarono a intraprendere la carriera di operista. Mayr debuttò nell'ambiente teatrale nel 1794, con l'opera seria Saffo, al Teatro La Fenice, dove già probabilmente prestava servizio come violista. Mise in scena due anni più tardi nel medesimo teatro il suo secondo lavoro, La Lodoiska, che riscosse un buon successo; con la sua prima opera buffa, Un pazzo ne fa cento, rappresentata nello stesso anno, egli fu consacrato compositore di fama, venendo considerato uno dei migliori operisti dell'epoca; le sue opere vennero presto rappresentate nei maggiori palcoscenici d'Europa (Milano, Venezia, Genova, Roma, Napoli, Parigi, Vienna, Berlino, Monaco e Dresda). Lo stesso anno sposò Angiola Venturali, figlia di mercante veneziano, la quale però morì l'anno successivo durante il parto del suo primo figlio, che perì prematuramente un mese dopo la nascita; sposò quindi nel 1804 la sorella più giovane, Lucrezia Venturali.
La città lagunare, che lo vide formarsi musicalmente, fu il punto principale di riferimento per la rappresentazione dei suoi lavori teatrali: nei primi anni della sua carriera di operista scrisse 17 opere appositamente per i teatri veneziani e altre 14 negli anni seguenti. Tuttavia il raggio d'azione di Mayr andava ben oltre i confini di Venezia, infatti negli anni della maturità mise in scena diversi lavori (sia di stampo comico che serio) in varie città dell'Italia settentrionale e centrale; nell'Italia meridionale, invece, non riuscì ad ottenere grandi successi. La sua prima opere che diede fuori Venezia fu al Teatro alla Scala di Milano, dove nel 1799 diede una revisione della Lodoiska, ma il suo primo lavoro composto appositamente per questa città fu L'equivoco, rappresentato al Teatro alla Scala l'anno successivo con Teresa Belloc-Giorgi. 
Milano, dopo Venezia, fu la città che vide il maggior numero di prime di rappresentazioni di Mayr, ben 13 opere. Altri lavori furono messi in scena a Trieste, Piacenza, Bologna, Brescia e Torino. Nel 1808 fu a Roma dove diede I cherusci e a nel 1813 a Napoli, dove rappresentò la Medea in Corinto e altri tre lavori.

### L'attività a Bergamo

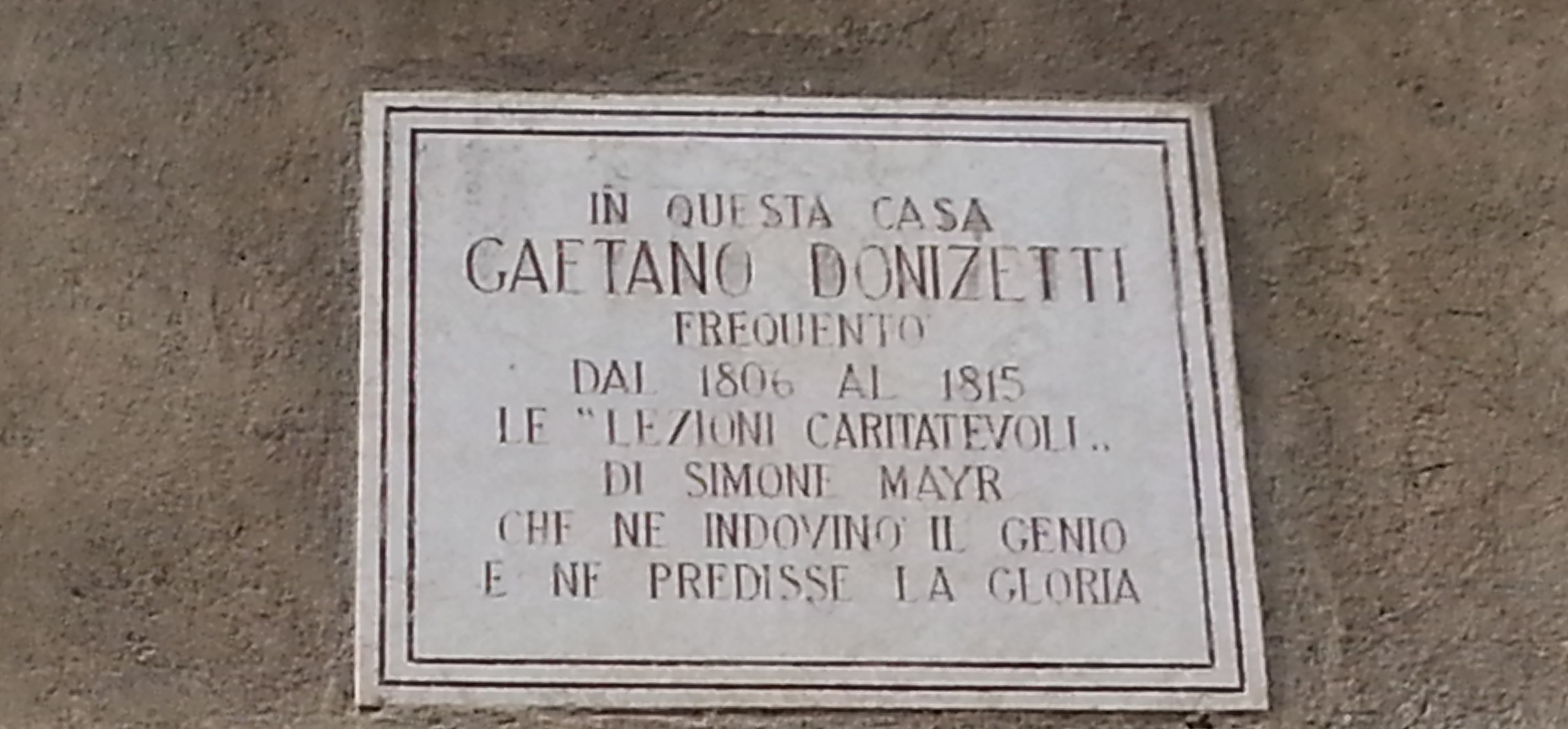
Epigrafi dell'Istituto Musicale di Bergamo istituito da Johann Simon Mayr e frequentato da Gaetano Donizetti

I successi di Mayr sin dal suo debutto nei teatri furono immediati e si diffusero rapidamente in tutta Europa. Non sorprende quindi che ricevesse numerosissime offerte di prestigiose e remunerate cariche da Milano, Napoli, Roma, Londra, Vienna, San Pietroburgo, Dresda e da Parigi, dove Napoleone gli offrì il posto di maestro di cappella presso la corte imperiale. Ma egli rifiutò tutte queste ambite posizioni, accettando solamente nel 1802 la "modesta" offerta di diventare maestro di cappella presso la Basilica di Santa Maria Maggiore di Bergamo, dove era stato studente in gioventù, grazie anche all'interessamento di Tommaso de Bassus.
Presso questa città fu attivissimo nella comunità, contribuendo alla fondazione di istituzioni culturali. L'Istituto Musicale di Bergamo trae origine dalle Lezioni caritatevoli di musica - che sostituì il vecchio Collegio Mariano soppresso da Napoleone nel 1802 - istituite da Simone Mayr nel 1806 per dare ai ragazzi delle classi sociali meno abbienti un'istruzione e quindi un mezzo di sostentamento. Mayr vi diventò direttore e insegnante di composizione, scrisse vari lavori teorici e tradusse molti esercizi e trattati per la scuola. Gaetano Donizetti fu tra i primi suoi studenti e certamente il più illustre: entrò nella scuola nel 1806 e vi rimase per otto anni. Nel 1822 collaborò all'organizzazione dell'Unione Filarmonica, un'associazione di professionisti di musica, dilettanti e studenti, e nel 1823 fu eletto presidente dell'Ateneo di Scienze, Lettere, ed Arti, carica che tenne per una decina d'anni.

### Il ritiro dall'opera, gli ultimi anni e la morte
Ormai all'apice della carriera operistica, iniziò a nascere in lui un'avversione per la vita operistica dei maggiori centri italiani. Infatti durante la sua attività si ritirò dai teatri per ben due volte. La prima nel 1806, dopo che fu vittima di un intrigo alla Scala di Milano durante l'allestimento della sua opera Eraldo ed Emma. La seconda dopo il fiasco de I cherusci al Teatro Argentina di Roma. Infine si ritirò definitivamente nel 1824, dopo aver messo in scena la sua ultima opera, Demetrio.
Da questo momento in poi si dedicò esclusivamente alla composizione di musica sacra per la basilica bergamasca. Si occupò inoltre dell'arrangiamento dei lavori dei maestri viennesi, collaborò alla Gazzetta musicale di Milano e fu consulente per la Casa Ricordi.

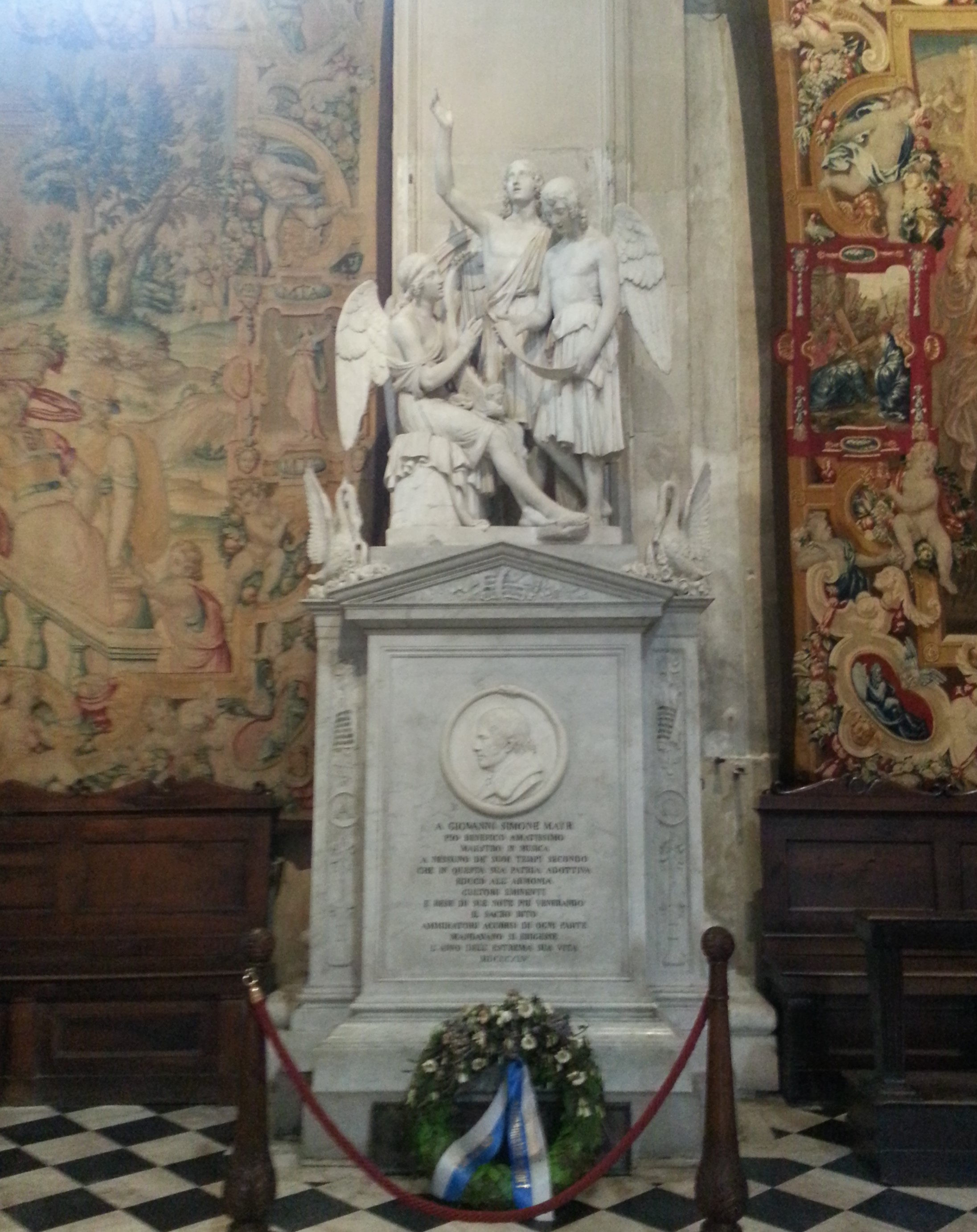
Monumento funebre nella Basilica di Santa Maria Maggiore in Bergamo di Johann Simon Mayr

Dal 1822 iniziò ad essere sempre più afflitto da un problema di cataratte agli occhi; fallito il tentativo di un'operazione nel 1826, la sua vista deteriorò sempre più sino a portarlo alla quasi totale cecità. Nel 1838 fece una visita a sua sorella in Baviera, dove fu ben accolto dalla locale comunità musicale. Nel 1844 morì la sua seconda moglie e Mayr si spense l'anno successivo nella sua casa di Bergamo all'età di 82 anni.
Nella Basilica di Santa Maria Maggiore posto accanto al monumento funebre del Donizetti, vi è il suo monumento, composto da un gruppo di tre angeli in concerto, opera di Innocenzo Fraccaroli inaugurata nel maggio del 1852 e offerta dalla città come ringraziamento al compositore.
Come il suo protettore Tommaso de Bassus, fu membro della massoneria e dell'Ordine degli Illuminati di Baviera (con il nome Aristotiles) e membro della Loggia L'Oriente di Bergamo .

## Considerazioni sull'artista
Le opere di Mayr vengono da tempo considerate i più importanti collegamenti tra l'opera del XVIII secolo e il melodramma del XIX secolo. Egli iniziò a comporre lavori teatrali nel nuovo stile napoletano, che ebbe in Domenico Cimarosa e Giovanni Paisiello i maggiori esponenti, e introducendo attraverso le sue trattazioni orchestrali fondamentali mutamenti stilistici nell'opera italiana. Sotto l'influenza della scuola di Mannheim, di Haydn e Mozart, della scuola parigina di Gluck, nonché di Cherubini e dell'opera della rivoluzione francese, sviluppò un linguaggio orchestra dell'opera degno di nota, il quale presentava una strumentazione molto colorata e un vocabolario armonico ricco. Egli ebbe sicuramente una notevole influenza su Rossini e gli altri compositori successivi.
Mayr produsse un copiosissimo repertorio di musica sacra. Le sue prime composizioni furono scritte durante i suoi anni di studio e nel 1791 vide la luce il suo primo oratorio, Iacob a Labano fugiens, pubblicato postumo. Scrisse in tutto 12 oratori, i quali seguono la tipica maniera italiana: sono formati da due parti, la prima delle quali preceduta da una breve sinfonia, un coro introduttivo con parti per solisti, e via via una sequenza di recitativi, ariosi, arie e duetti sino al coro conclusivo della prima parte; tranne per la sinfonia introduttiva, la seconda parte segue la struttura della prima. I suoi più noti oratori sono gli ultimi che compose: Samuele, Sisara, Atalia, San Luigi Gonzaga. Gli lavori sacri comprendono 18 messe, 7 requiem e oltre 700 lavori sacri minori.
Scrisse inoltre 60 cantate secolari per uno o più solisti, coro e orchestra, molte delle quali furono scritte per occasioni particolari come ad esempio per celebrare un compleanno, un matrimonio o per onorare la morte di una personalità illustre. Non tralasciò nemmeno la musica strumentale, che include oltre 50 sinfonie per orchestra e altre per tastiera, due concerti per pianoforte, un quintetto per archi e due dozzine di lavori per sestetto, settetto e ottetto di fiati. Infine produsse numerosi scritti, che realizzò principalmente per i propri allievi delle Lezioni Caritatevoli.

## Lavori

### Opere liriche
- Saffo, ossia i riti d'Apollo Leucadio (dramma per musica, libretto di Simeone Antonio Sografi, 1794) al Teatro La Fenice di Venezia con il famoso cantante lirico castrato (sopranista) Girolamo Crescentini
- La Lodoiska (dramma per musica, libretto di Francesco Gonella, 1796, Venezia) al Teatro La Fenice con Luigi Marchesi
- Un pazzo ne fa cento (I rivali delusi; la contessa immaginaria) (dramma giocoso, libretto di Giuseppe Maria Foppa, basato su Il conte villano di D. Somigli, 1796, Venezia)
- Telemaco nell'isola di Calipso (dramma per musica, libretto di Simeone Antonio Sografi, 1797, Venezia)
- L'intrigo della lettera (Il pittore astratto) (farsa giocosa, libretto di Giuseppe Maria Foppa, 1797, Venezia)
- Il segreto (Il matrimonio per concorso) (farsa giocosa, libretto Giuseppe Maria Foppa, 1797, Venezia)
- Avviso ai maritati (dramma giocoso, libretto di Francesco Gonella, 1798, Venezia)
- Lauso e Lidia (dramma per musica, libretto di Giuseppe Maria Foppa, dopo J. F. Marmontel, 1798, Venezia) al Teatro La Fenice con Angelica Catalani
- Adriano in Siria (dramma per musica, libretto di Pietro Metastasio, 1798, Venezia)
- Che originali! (Gli originali; Il pazzo per la musica; La melomane; Il trionfo della musica; Il fanatico per la musica; La musicomania) (farsa, libretto di Gaetano Rossi, 1798, Venezia)
- Amor ingegnoso (farsa, libretto di Caterino Mazzolà, 1798, Venezia)
- L'ubbidienza per astuzia (farsa, libretto di Caterino Mazzolà, 1798, Venezia)
- Adelaide di Guesclino (dramma per musica, libretto di Gaetano Rossi, dopo Voltaire, 1799, Venezia)
- L'accademia di musica (farsa, libretto di Gaetano Rossi, 1799, Venezia)
- Labino e Carlotta (Werter e Carlotta; Sabino e Carlotta) (farsa, libretto di Gaetano Rossi, 1799, Venezia)
- L'avaro (farsa, libretto Giuseppe Maria Foppa, 1799, Venezia)
- Lodoïska (opera semiseria, 1799, Parma)
- La locandiera (farsa, libretto di Gaetano Rossi, dopo Carlo Goldoni, 1800, Vicenza)
- Il carretto del venditore d'aceto (L'oro fa tutto; L'acetaio; Il barile portentoso) (farsa, libretto di Giuseppe Maria Foppa, 1800, Venezia)
- L'equivoco, ovvero Le bizzarrie dell'amore (I due viaggiatori) (dramma giocoso, libretto di Giuseppe Maria Foppa, 1800, Teatro alla Scala di Milano con Teresa Belloc-Giorgi)
- L'inconvenienze teatrali (farsa, libretto di Simeone Antonio Sografi, 1800, Venezia; perduta)
- L'imbroglione e il castiga-matti (farsa giocosa, libretto di Giuseppe Maria Foppa, 1800, Venezia; perduta)
- Gli sciti (dramma per musica, libretto di Gaetano Rossi, basato su Le sythes di Voltaire, 1800, Venezia) al Teatro La Fenice
- Ginevra di Scozia (Ariodante; Ginevra ed Ariodante) (dramma serio eroico per musica, libretto di Gaetano Rossi, basato su l'Orlando furioso di Ludovico Ariosto, 1801, Trieste)
- Le due giornate (Le due giornate di Parigi; Il portatore d'acqua) (dramma eroicomico per musica, libretto di Giuseppe Maria Foppa, basato su Les deux journées di J. N. Bouilly, 1801, Teatro alla Scala di Milano)
- I virtuosi (I virtuosi a teatro) (farsa, libretto di Gaetano Rossi, 1801, Venezia)
- Argene (dramma eroico per musica, libretto di Gaetano Rossi, 1801, Venezia) al Teatro La Fenice con Gaetano Crivelli
- I misteri elusini (Antinoo in Eleusi; Polibete) (dramma per musica, libretto di Giuseppe Bernardoni, 1802, Teatro alla Scala di Milano con Teresa Bertinotti-Radicati)
- I castelli in aria, ossia Gli amanti per accidente (farsa, libretto di Giuseppe Maria Foppa, 1802, Venezia; perduta)
- Ercole in Lidia (dramma per musica, libretto di Giovanni De Gamerra, 1803, Vienna)
- Gl'intrighi amorosi (dramma giocoso, libretto di Giovanni Bertati, 1803, Parma; perduta)
- Le finte rivali (melodramma giocoso in 2 atti, libretto di Luigi Romanelli, 1803, Teatro alla Scala di Milano)
- Alonso e Cora (La vergine del sole) (dramma per musica in 2 atti, libretto di Giuseppe Bernardoni, basato su Les Incas di Marmontel, 1803, Teatro alla Scala di Milano diretta da Alessandro Rolla con Girolamo Crescentini ed Adamo Bianchi)
- Amor non ha ritegno (La fedeltà delle vedove) (melodramma eroicomico in 2 atti, libretto di Francesco Marconi, basato su La donna contraria al consiglio di Carlo Gozzi, 1804, Teatro alla Scala di Milano con la Belloc-Giorgi)
- Elisa, ossia Il monte San Bernardo (Il passaggio di Monte San Bernardo) (dramma sentimentale per musica, libretto di Gaetano Rossi, 1804, Venezia)
- Zamori, ossia L'eroe dell'Indie (dramma per musica, libretto di Luigi Prividali,  1804, Piacenza; rappresentazione l'inaugurazione del teatro)
- Eraldo ed Emma (dramma eroico per musica, libretto di Gaetano Rossi, 1805, Teatro alla Scala di Milano con Brigida Giorgi Banti, Luigi Marchesi e Gaetano Crivelli)
- Di locanda in locanda e sempre in sala (farsa, libretto di Luigi Leonardo Guglielmo Buonavoglia, 1805, Venezia)
- L'amor coniugale (Il custode di buon cuore) (farsa sentimentale, libretto di Gaetano Rossi, basato su Léonore, ou L'amour conjugal di Bouilly, 1805, Padova)
- La roccia di Frauenstein (Gli emigrati di Franconia) (melodramma eroicomico, libretto di Gaetano Rossi, basato su I Fuorusciti di Angelo Anelli, 1805, Venezia) al Teatro La Fenice
- Gli americani (Idalide) (melodramma eroico, libretto di Gaetano Rossi, 1805, Venezia) al Teatro La Fenice
- Adelasia e Aleramo (melodramma sentimentale, libretto di Luigi Romanelli, 1806, Milano)
- Ifigenia in Aulide (azione seria drammatica, libretto di Apostolo Zeno, 1806, Parma; perduta)
- Palmira, o sia Il trionfo della virtù e dell'amore (dramma per musica, 1806, Firenze)
- Il piccolo compositore di musica (farsa, 1806, Venezia)
- Né l'un, né l'altro (dramma giocoso, libretto di Angelo Anelli, 1807, Teatro alla Scala di Milano)
- Belle ciarle e tristi fatti (L'imbroglio contro l'imbroglio) (dramma giocoso, libretto di Angelo Anelli, 1807, Venezia) al Teatro La Fenice
- I Cherusci (dramma per musica, libretto di Gaetano Rossi, 1808, Roma)
- Il vero originale (La finta sposa; Il barone burlato) (burletta per musica, libretto di M. A. Brunetti, 1808, Roma)
- Il matrimonio per concorso (dramma giocoso, 1809, Bologna)
- Il ritorno d'Ulisse (azione eroica per musica, libretto di Luigi Prividali, 1808, Venezia) al Teatro La Fenice con Andrea Nozzari
- Amor non soffre opposizioni (dramma giocoso, libretto di Giuseppe Maria Foppa, 1810, Venezia)
- Raùl di Créqui (melodramma sentimentale, libretto di Luigi Romanelli, 1810, Teatro alla Scala di Milano con Giovanni Battista Velluti e Giuseppe Siboni)
- L'amore figliale (Il disertore) (farsa sentimentale, libretto di Gaetano Rossi, 1811, Venezia)
- Il sacrifizio d'Ifigenia (Ifigenia in Aulide) (azione seria drammatica per musica, libretto di G. Arici, dopo M. F. L. G. L. Roullet, 1811, Teatro Grande di Brescia)
- Tamerlano, melodramma serio in 2 atti, libretto di Luigi Romanelli con Carolina Bassi (1812 al Teatro alla Scala di Milano)
- La rosa bianca e la rosa rossa (melodramma eroico, libretto di Felice Romani, basato su La rose blanche et la rose rouge di R. C. G. de Pixérécourt, 1813, Genova)
- Medea in Corinto (melodramma tragico, libretto di Felice Romani, dopo Euripide, 1813, Napoli)
- Elena (Elena e Costantino) (dramma eroicomico per musica, libretto di Andrea Leone Tottola, 1814, Napoli)
- Atar, o sia Il serraglio d'Ormus (melodramma, libretto di Felice Romani, 1814, Genova)
- Le due duchesse, ossia La caccia dei lupi (Le due amiche) (dramma semiserio per musica in 2 atti, libretto di Felice Romani, 1814, Teatro alla Scala di Milano, con Francesca Maffei Festa)
- Mennone e Zemira (La figlia dell'aria, ossia La vendetta di Giunone) (dramma per musica, libretto di Gaetano Rossi, 1817, Teatro San Carlo di Napoli con Isabella Colbran, Giovanni David, Andrea Nozzari e Michele Benedetti (basso))
- Amor avvocato (commedia per musica, 1817, Napoli)
- Lanassa (melodramma eroico, libretto di Gaetano Rossi e Bartolomeo Merelli, basato su La veuve di Malabar di A. M. Lamierre, 1817, Venezia) al Teatro La Fenice, con Nicola Tacchinardi e Francesca Maffei Festa
- Alfredo il grande (melodramma, libretto di Bartolomeo Merelli, 1818, Roma)
- Le daneide (Danao) (melodramma, libretto di Felice Romani, 1819, Roma)
- Fedra (melodramma, libretto di Luigi Romanelli, 1820, Milano)
- Demetrio (dramma per musica, libretto dopo Pietro Metastasio, 1823, Teatro Regio di Torino diretta da Giovanni Battista Polledro con Adelaide Tosi ed Isabella Fabbrica)

### Cantate
- Femio, ossia La musica custode della fede maritale (cantata per 3 voci e orch, testo di Francesco Boaretti, 1791, Venezia)
- Ero (cantata per 1 voce e orch, testo di Giuseppe Maria Foppa, 1793, Venezia)
- Temira e Ariostoo (cantata per 4 voci e orch, 1795, Venezia)
- Apelle e Campase (1795, Venezia; perduta)
- Le sventure di Leandro (cantata per 1 voce, coro e orch, testo della contessa Velo, 1797, Vicenza)
- Traiano all'Eufrate (cantata per 3 voci, coro e orch, testo di Angelo Anelli, 1807, Milano)
- Alcide al bivio (cantata per più voci e orch, 1809, Bergamo)
- Cantata per la morte di Haydn (cantata per tenore, più voci e orch, 1809, Bergamo)
- Cantata per le nozze di Napoleone con Maria Luisa d'Austria (cantata per 3 voci, coro e orch, testo del conte Carrara-Spinelli, 1810, Bergamo)
- Ferramondo (cantata per 1 voce, coro e orch, testo del conte Carrara-Spinelli, 1810, Bergamo)
- Cantata per la nascita del re di Roma (cantata per 3 voci, coro e orch, 1811, Bergamo)
- Numa Pompilio (cantata per 1 voce, coro e orch, testo di Muletti, 1811, Bergamo)
- Cantata per la nascita del re di Roma (cantata per soprano, arpa e orch, 1811, Bergamo)
- Arianna e Nasso, testo di Giovanni Schmidt (cantata per 1 voce e orch, 1815, Teatro San Carlo di Napoli con Isabella Colbran ed Andrea Nozzari)
- Egeria (cantata per 1 voce, coro e orch, testo di C. Arici, 1816, Brescia)
- Annibale (cantata per tenore e orch, 1816, Bergamo)
- Lo spavento (cantata per tenore e orch, 1816, Bergamo)
- La tempesta (cantata per tenore e orch, 1816, Bergamo)
- Le feste d'Ercole (cantata per 1 voce, coro e orch, 1816, Bergamo)
- L'armonia (1816, Bergamo)
- Il sogno di Partenope (melodramma allegorico, testo di Urbano Lampredi, 1817, per l'inaugurazione del ricostruito Teatro San Carlo di Napoli con la Colbran, Nozzari, Giovanni Battista Rubini e Giovanni David)
- Arianna e Bacco (cantata per 1 voce, coro e orch, 1817, Bergamo)
- Cantata per la morte di Antonio Capuzzi (canta per 2 voci, testo di Muletti, coro e orch, 1818, Bergamo)
- Inno a Pallade (testo di Vincenzo Monti, 1820, Milano; perduta)
- Piccola cantata (cantata per 3 voci, coro e orch, 1822, Bergamo)
- Innalzamento al trono del giovane re Gioas (cantata per soprano, tenore, basso, più voci e orch, 1822)
- La vita campestre (cantata per tenore e orch, 1823, Bergamo)
- L'autunno (1824)
- Cantata per la morte di Beethoven (cantata per 1 voce, coro e orch, 1827, Bergamo)
- Schiera di fausti eventi (cantata per 4 voci, coro e orch, 1838, Bergamo)
- Altre 5 cantate per più solisti
- Altre 31 cantate per singolo solista

### Altri lavori vocali secolari
- Oltre 40 canzonette, arie, canzoni e trii per pianoforte, compresi:
  - 12 Lieder (1786, Ratisbona)
  - 12 ballate veneziane (1797, Londra)
  - 6 canzonette e duettini (Vienna)
  - Canzoni italiane e tedesche
- Diversi lavori vocali con orchestra per la Scuola Musicale di Bergamo

### Oratori e drammi sacri
- Iacob e Labano fugiens (oratorio in latino, libretto Giuseppe Maria Foppa, 1791, Venezia)
- Sisara (oratorio in latino, libretto di Giuseppe Maria Foppa, 1793, Venezia)
- Tobia, o Tobiae matrimonium (oratorio in latino, 1794, Venezia)
- La Passione (oratorio in italiano, 1794, Forlì)
- David in spelunca Engeddi (oratorio in latino e italiano, 1795, Venezia)
- Il sacrificio di Iefte (oratorio in italiano, Forlì)
- Il ritorno di Jefte, o Il voto incauto (oratorio in italiano, libretto di Jacopo Ferretti, 1814, Roma; perduto)
- Gioas salvato (oratorio in italiano, 1816-17, Palermo; perduto)
- Ifigenia in Tauride (azione sacra drammatica per musica in forma scenica, dopo Apostolo Zeno, 1817, Firenze; perduto)
- Samuele (oratorio in italiano, libretto di Bartolomeo Merelli, 1821, Bergamo)
- Atalia (dramma sacro per musica con apparato scenico, libretto di Felice Romani, 1822, Napoli)
- San Luigi Gonzaga (oratorio in italiano, libretto di P. Cominazzi, 1822, Bergamo)

### Altri lavori sacri
- 18 messe
- 7 requiem
- 277 movimenti di messe
- 28 movimenti di requiem
- 111 movimenti per funzioni funebri
- 159 movimenti di vespri
- 43 inni
- 14 antifone
- 29 movimenti per funzioni della Settimana Santa
- 13 mottetti
- Altri 11 lavori sacri

### Musica strumentale

#### Musica orchestrale
- 57 sinfonie
- 2 sinfonie concertanti
- 2 concerti per pianoforte
- 2 balletti
- 3 intermezzi
- 3 marce

#### Musica da camera
- 3 sonate per pianoforte e altri strumenti
- 8 sonate a 6 per fiati
- 13 settetti per fiati
- 3 ottetti per fiati
- 2 sestetti per archi e fiati
- Quintetto per archi

#### Musica per tastiera
- 4 sonate
- 10 sinfonie
- 58 studi
- 10 divertimenti
- Sonata per organo
- 2 sinfonie per organo

## Discografia
- J.S.Mayr, Pagine scelte da "Zamori"(Int.:Emanuela Moreschi-S,Mario Genesi-Pf.), World Première Recordings, 2004. Edizione nel Bicentenario di Fondazione del Teatro Municipale di Piacenza.
- Medea in Corinto (Eaglen, Kenny, Ford, Miles; Parry) Opera Rara ORC11 [1993]
- Konzertmitschnitte von Werken von Johann Simon Mayr. Wilhelm Schmailzl, Karlskron [1996]
- Samuele Fono-Schallplattengesellschaft, Laer [1997]
- Ginevra di Scozia Oschestra Et Chorus of the teatro Lirico "Giuseppe Verdi " Trieste, [2002] Opera Rara London www.opera-rara.com
- La Passione Kammerorchester Ingolstadt Guild [2002]
- Sisara Guild Digital Recording Recorded in Ingolstadt [2004]
- La Rosa Bianca e la Rosa Rossa (Antonacci, Anselmi, Serraicocca, Canonici, Facini; Briccetti) Fonit Cetra RFCD [2007]
- David in Spelunca Engaddi Naxos [2008]
- L'Amor Coniugale,  Naxos Oper, [2008]
- Tobiae Matrimonium Simon Mayr Chor + Ensemble, Naxos [2009]
- Medea in Corinto Theater St. Gallen, Oehmsclassic [2010]
- MAYR, J.S.: Concerto Bergamasco / Keyboard Concerto in C major / Trio Concertante (Bavarian Classical Players, Hauk), Naxos [2012]
- Fedra (Chiaudani, Nelsen, Zagorski, Lee; Schaller) OEHMS Classics 920
- Verter (Herrmann, Gemmabella, Cicchetti, Salsi, Zarelli; Terracini) Bongiovanni GB 2343-4.